# Craterul Saint Martin
Saint Martin este un crater de impact meteoritic situat în Manitoba, Canada.

## Date generale
Are 40 km în diametru și are vârsta estimată la 220 ± 32 milioane ani (Triasic). Craterul nu este expus la suprafață.

## Ipoteza impactului multiplu
S-a sugerat de către David Rowley geofizician de la Universitatea Chicago, care lucrează cu John Spray de la Universitatea din New Brunswick și Kelley Simon de la Open University, că Saint Martin a fost poate parte a unui eveniment ipotetic de impact multiplu care a format, de asemenea, craterul Obolon' în Ucraina, craterul Rochechouart în Franța, craterul Manicouagan în nordul Quebec și craterul Red Wing în Dakota de Nord. Toate craterele au fost anterior cunoscute și studiate, dar paleoaliniamentul lor nu a fost niciodată demonstrat. Rowley a spus că șansa, ca aceste cratere să fie aliniate așa din cauza șansei, este aproape zero.